# Min Ven Levy
Min Ven Levy er en stumfilm fra 1914 instrueret af Holger-Madsen efter manuskript af Waldemar Hansen.